# Alberto Castro
Alberto Castro Antezana (Lima, 1989) es un podcaster y director y productor de cine peruano.

## Biografía
Alberto Castro estudió Comunicación Audiovisual en la Universidad de Lima.

### Carrera cinematográfica
Castro fue asesor de guion de la película de terror de 2015 Cementerio General 2, y formó parte de los guionistas y asistente de dirección de la película Maligno, estrenada en 2016. En 2018 fue supervisor de posproducción de la serie y película Aj Zombies!.
En 2020 participó en la producción ejecutiva de la película peruana Rómulo y Julita, dirigida por Daniel Martín Rodríguez y protagonizada por Mónica Sánchez y Miguel Iza. Ese mismo año, estrenó su primera película, Invasión Drag, documental que narra la llegada a Lima en 2017 de treinta y dos drag queens internacionales participantes del programa de televisión RuPaul's Drag Race, y además explora la escena drag limeña. Fue estrenada en la Semana del Cine ULima 2020, y fue parte de la sección oficial del festival de cine LGBT+ Inside Out de Canadá, NewFest de Nueva York, México Mix de Ciudad de México y FECIT de Trujillo.
Durante la pandemia de COVID-19, produjo la serie web Mitiiin, dirigida por Daniel Martín Rodríguez, comedia de situaciones de un grupo de compañeros de una oficina durante las reuniones virtuales por el confinamiento.
En 2021 fue parte del jurado del Festival de Cine de Lima.
También es director del documental Salir del clóset, que cuenta las historias de diez personas LGBTQ+ que han salido del armario. Fue estrenada en enero de 2023.

### Musicales
En 2023 estrenó el musical ¡Dragtástico!, que escribió junto a Mario Saldaña. El espectáculo, dirigido por Saldaña, fue presentado el 28 de junio, Día Internacional del Orgullo LGBT, en el Gran Teatro Nacional en Lima, y contó con la participación de Ernesto Pimentel, y las drag queens peruanas Go Diva, La Langosta y Georgia Hart.

### Activismo
La obra cinematográfica y cultural de Castro se centra en las experiencias de personas LGBT+. Es un firme defensor de los derechos de las personas LGBTQ+ y la visibilidad de este colectivo en el cine peruano. Ha criticado a la industria cinematográfica peruana por su falta de representación de personas e historias LGBTQ+.
Desde 2019 presenta, junto a Josué Parodi y Manuel Ramírez, el pódcast de temática LGBT y de comedia Calla cabro, donde se presenta con el seudónimo de McZorro.

## Filmografía

### Producción ejecutiva
- Rómulo y Julita (película, 2020)
- Mitiiin (serie web, 2020)
- Distancia (película, 2020), dirección de montaje.

### Guionista
- Cementerio General 2 (2015), asesor de guion.
- Maligno (2016)

### Dirección
- Invasión Drag (2020)
- Salir del clóset (2022)
- Arde Lima (2023)

## Teatro
- ¡Dragtástico! (guionista, 2023)
- La verdadera historia de María Marimacha (director, 2023 - 2024)

## Premios y nominaciones
| Año  | Premio        | Obra        | Categoría                                 | Resultado | Ref.   |
| ---- | ------------- | ----------- | ----------------------------------------- | --------- | ------ |
| 2020 | Premios Luces | Calla cabro | Mejor pódcast                             | Ganador   | [ 14 ] |
| 2021 | Premios Luces | Calla cabro | Mejor programa digital de entretenimiento | Nominado  | [ 15 ] |